# راشکا (شهر)
راشکا (به صربی: Raška) یک منطقهٔ مسکونی در صربستان است که در Raška Municipality واقع شده‌است. راشکا ۴۹۷ متر بالاتر از سطح دریا واقع شده‌است.